# Formel 1 2011
Formel 1-VM 2011 var det 62. Formel 1 verdensmesterskab og blev arrangeret af FIA. Det startede 27. marts og sluttede 27. november, og totalt skulle der køres 19 formel 1-løb.
Vigtigste ændringer i forhold til 2011:
- Ny dækleverndør: Pirelli
- Diffuseren er bragt tilbage fra 175mm til 125mm, så at der opnås mindre downforce og dermed også at bandløse den dobbelte diffuser.
- KERS vender tilbage igen. Man behøver ikke at bruge den.
- Minimum vægten af bilerne forhøjes fra 620 kg til 640 kg. Dette pga. KERS
- Et nyt system er indført. Drag Reduction System (DRS) giver muligheden for at reducere luftmodstanden for at tilskynde overhaling. (Se billedet)
- FOTA har aftalt at den såkaldte F-duct bliver bandløst.
- I 2011 blev den 107%-regel igen indført. Ved kvalifikationen i første runde (Q1) skal hver kører holde sig inden for 107% af den hurtigste runde. Hvis en kører ikke opnår det må denne kører ikke deltage i løbet på søndagen (med mindre, at hvis han er under 107% tiden i træningerne, så kan det være muligt).

## Konstruktører og kørere i 2011
| Billede               | Team                         | Konstruktør                 | Chassis     | Motor             | Nr. | Kører              | GP         | Test/reserve kører(e)                                       |
| --------------------- | ---------------------------- | --------------------------- | ----------- | ----------------- | --- | ------------------ | ---------- | ----------------------------------------------------------- |
| Red Bull RB7          | Red Bull Racing              | Red Bull Racing-Renault     | RB7         | Renault RS27-2011 | 1   | Sebastian Vettel   | 1-17       | Daniel Ricciardo                                            |
| Red Bull RB7          | Red Bull Racing              | Red Bull Racing-Renault     | RB7         | Renault RS27-2011 | 2   | Mark Webber        | 1-17       | Daniel Ricciardo                                            |
| McLaren MP4-26        | Vodafone McLaren Mercedes    | McLaren-Mercedes            | MP4-26      | Mercedes FO108Y   | 3   | Lewis Hamilton     | 1-17       | Gary Paffett Pedro de la Rosa                               |
| McLaren MP4-26        | Vodafone McLaren Mercedes    | McLaren-Mercedes            | MP4-26      | Mercedes FO108Y   | 4   | Jenson Button      | 1-17       | Gary Paffett Pedro de la Rosa                               |
| Ferrari F150th Italia | Scuderia Ferrari Marlboro    | Ferrari                     | 150° Italia | Ferrari 056       | 5   | Fernando Alonso    | 1-17       | Jules Bianchi Giancarlo Fisichella Marc Gené                |
| Ferrari F150th Italia | Scuderia Ferrari Marlboro    | Ferrari                     | 150° Italia | Ferrari 056       | 6   | Felipe Massa       | 1-17       | Jules Bianchi Giancarlo Fisichella Marc Gené                |
| Mercedes MGP W02      | Mercedes GP Petronas F1 Team | Mercedes                    | MGP W02     | Mercedes FO108Y   | 7   | Michael Schumacher | 1-17       |                                                             |
| Mercedes MGP W02      | Mercedes GP Petronas F1 Team | Mercedes                    | MGP W02     | Mercedes FO108Y   | 8   | Nico Rosberg       | 1-17       |                                                             |
| Renault R31           | Lotus Renault GP             | Renault                     | R31         | Renault RS27-2011 | 9   | Nick Heidfeld ²    | 1-11       | Romain Grosjean Fairuz Fauzy Ho-Pin Tung Jan Charouz        |
| Renault R31           | Lotus Renault GP             | Renault                     | R31         | Renault RS27-2011 |     | Bruno Senna        | 12–17      | Romain Grosjean Fairuz Fauzy Ho-Pin Tung Jan Charouz        |
| Renault R31           | Lotus Renault GP             | Renault                     | R31         | Renault RS27-2011 | 10  | Vitali Petrov      | 1-17       | Romain Grosjean Fairuz Fauzy Ho-Pin Tung Jan Charouz        |
| Williams FW33         | AT&T Williams                | Williams-Cosworth           | FW33        | Cosworth CA2011   | 11  | Rubens Barrichello | 1-17       | Valtteri Bottas                                             |
| Williams FW33         | AT&T Williams                | Williams-Cosworth           | FW33        | Cosworth CA2011   | 12  | Pastor Maldonado   | 1-17       | Valtteri Bottas                                             |
| Force India VJM04     | Force India F1 team          | Force India-Mercedes        | VJM04       | Mercedes FO108Y   | 14  | Adrian Sutil       | 1-17       | Nico Hülkenberg                                             |
| Force India VJM04     | Force India F1 team          | Force India-Mercedes        | VJM04       | Mercedes FO108Y   | 15  | Paul di Resta      | 1-17       | Nico Hülkenberg                                             |
| Sauber C30            | Sauber F1 Team               | Sauber-Ferrari              | C30         | Ferrari 056       | 16  | Kamui Kobayashi    | 1-17       | Esteban Gutiérrez                                           |
| Sauber C30            | Sauber F1 Team               | Sauber-Ferrari              | C30         | Ferrari 056       | 17  | Sergio Pérez       | 1-6, 8-17  | Esteban Gutiérrez                                           |
| Sauber C30            | Sauber F1 Team               | Sauber-Ferrari              | C30         | Ferrari 056       | 17  | Pedro de la Rosa ³ | 7          | Esteban Gutiérrez                                           |
| Toro Rosso STR6       | Scuderia Toro Rosso          | Scuderia Toro Rosso-Ferrari | STR6        | Ferrari 056       | 18  | Sébastien Buemi    | 1-17       | Daniel Ricciardo                                            |
| Toro Rosso STR6       | Scuderia Toro Rosso          | Scuderia Toro Rosso-Ferrari | STR6        | Ferrari 056       | 19  | Jaime Alguersuari  | 1-17       | Daniel Ricciardo                                            |
| Lotus T128            | Team Lotus                   | Lotus-Renault               | T128        | Renault RS27-2011 | 20  | Heikki Kovalainen  | 1-17       | Karun Chandhok Luiz Razia Ricardo Teixeira Davide Valsecchi |
| Lotus T128            | Team Lotus                   | Lotus-Renault               | T128        | Renault RS27-2011 | 21  | Jarno Trulli       | 1-9, 11-17 | Karun Chandhok Luiz Razia Ricardo Teixeira Davide Valsecchi |
| Lotus T128            | Team Lotus                   | Lotus-Renault               | T128        | Renault RS27-2011 | 21  | Karun Chandhok     | 10         | Karun Chandhok Luiz Razia Ricardo Teixeira Davide Valsecchi |
| HRT F111              | HRT F1 Team                  | HRT-Cosworth                | F111        | Cosworth CA2011   | 22  | Narain Karthikeyan | 1-8, 17    |                                                             |
| HRT F111              | HRT F1 Team                  | HRT-Cosworth                | F111        | Cosworth CA2011   | 22  | Daniel Ricciardo   | 9-16       |                                                             |
| HRT F111              | HRT F1 Team                  | HRT-Cosworth                | F111        | Cosworth CA2011   | 23  | Vitantonio Liuzzi  | 1-16       |                                                             |
| HRT F111              | HRT F1 Team                  | HRT-Cosworth                | F111        | Cosworth CA2011   | 23  | Daniel Ricciardo   | 17         |                                                             |
| Virgin MVR-02         | Marussia Virgin Racing       | Virgin-Cosworth             | MVR-02      | Cosworth CA2011   | 24  | Timo Glock         | 1-17       | Sakon Yamamoto Robert Wickens                               |
| Virgin MVR-02         | Marussia Virgin Racing       | Virgin-Cosworth             | MVR-02      | Cosworth CA2011   | 25  | Jérôme d'Ambrosio  | 1-17       | Sakon Yamamoto Robert Wickens                               |

- Testkørere i fed har kørt på frie training.

² Robert Kubicha er kommet alvorlig til skade og regnes ikke mere at komme i aktion ved resten af sæsonen. 
³ Efter Monacos grandprix var Sergio Pérez ikke parat endnu til at køre på Canadas grandprix. Esteban Gutiérrez var ikke kommet med til Canada og derfor var der besluttet at Pedro de la Rosa i stedet skulle køre.

## Kalender
Alle starttider er (GMT+1) og om sommeren (GMT+2). (R)
| 1. Gulf Air Bahrain Grand Prix             | 1. Gulf Air Bahrain Grand Prix                                                             | Resultat                           | Resultat                            | Resultat                           | Resultat                                                | Bane                                                   |
| ------------------------------------------ | ------------------------------------------------------------------------------------------ | ---------------------------------- | ----------------------------------- | ---------------------------------- | ------------------------------------------------------- | ------------------------------------------------------ |
| 13. marts 13:00 AFLYST                     | Længde: 308,238 km Runder: 57 Vinder 2010: Fernando Alonso, (Ferrari)                      | Aflyst pga. protesterne i Bahrain. | Aflyst pga. protesterne i Bahrain.  | Aflyst pga. protesterne i Bahrain. | Aflyst pga. protesterne i Bahrain.                      | Bahrain International Circuit, Sakhir                  |
|                                            |                                                                                            |                                    |                                     |                                    |                                                         |                                                        |
| 1. Qantas Australian Grand Prix            | 1. Qantas Australian Grand Prix                                                            | Resultat                           | Resultat                            | Resultat                           | Resultat                                                | Bane                                                   |
| 27. marts 08:00 Australien                 | Længde: 307,574 km Runder: 58 Vinder 2010: Jenson Button, (McLaren)                        | Hurtigste første frie training     | Mark Webber, (Red Bull Racing)      | Vinder                             | Sebastian Vettel, (Red Bull Racing)                     | Albert Park, Melbourne                                 |
| 27. marts 08:00 Australien                 | Længde: 307,574 km Runder: 58 Vinder 2010: Jenson Button, (McLaren)                        | Hurtigste anden frie training      | Jenson Button, (McLaren)            | Anden                              | Lewis Hamilton, (McLaren)                               | Albert Park, Melbourne                                 |
| 27. marts 08:00 Australien                 | Længde: 307,574 km Runder: 58 Vinder 2010: Jenson Button, (McLaren)                        | Hurtigste tredje frie training     | Sebastian Vettel, (Red Bull Racing) | Tredje                             | Vitali Petrov, (Renault)                                | Albert Park, Melbourne                                 |
| 27. marts 08:00 Australien                 | Længde: 307,574 km Runder: 58 Vinder 2010: Jenson Button, (McLaren)                        | Poleposition                       | Sebastian Vettel, (Red Bull Racing) | Hurtigste runde                    | Felipe Massa, (Ferrari), Runde 55 (1:28.947)            | Albert Park, Melbourne                                 |
|                                            |                                                                                            |                                    |                                     |                                    |                                                         |                                                        |
| 2. Petronas Malaysia Grand Prix            | 2. Petronas Malaysia Grand Prix                                                            | Resultat                           | Resultat                            | Resultat                           | Resultat                                                | Bane                                                   |
| 10. april 10:00 Malajsien                  | Længde: 310,408 km Runder: 56 Vinder 2010: Sebastian Vettel, (Red Bull Racing)             | Hurtigste første frie training     | Mark Webber, (Red Bull Racing)      | Vinder                             | Sebastian Vettel, (Red Bull Racing)                     | Sepang International Circuit, Sepang                   |
| 10. april 10:00 Malajsien                  | Længde: 310,408 km Runder: 56 Vinder 2010: Sebastian Vettel, (Red Bull Racing)             | Hurtigste anden frie training      | Mark Webber, (Red Bull Racing)      | Anden                              | Jenson Button, (McLaren)                                | Sepang International Circuit, Sepang                   |
| 10. april 10:00 Malajsien                  | Længde: 310,408 km Runder: 56 Vinder 2010: Sebastian Vettel, (Red Bull Racing)             | Hurtigste tredje frie training     | Lewis Hamilton, (McLaren)           | Tredje                             | Nick Heidfeld, (Renault)                                | Sepang International Circuit, Sepang                   |
| 10. april 10:00 Malajsien                  | Længde: 310,408 km Runder: 56 Vinder 2010: Sebastian Vettel, (Red Bull Racing)             | Poleposition                       | Sebastian Vettel, (Red Bull Racing) | Hurtigste runde                    | Mark Webber, (Red Bull Racing), Runde 46 (1:40.571)     | Sepang International Circuit, Sepang                   |
|                                            |                                                                                            |                                    |                                     |                                    |                                                         |                                                        |
| 3. UBS Chinese Grand Prix                  | 3. UBS Chinese Grand Prix                                                                  | Resultat                           | Resultat                            | Resultat                           | Resultat                                                | Bane                                                   |
| 17. april 09:00 Kina                       | Længde: 305,066 km Runder: 56 Vinder 2010: Jenson Button, (McLaren)                        | Hurtigste første frie training     | Sebastian Vettel, (Red Bull Racing) | Vinder                             | Lewis Hamilton, (McLaren)                               | Shanghai International Circuit, Jiading                |
| 17. april 09:00 Kina                       | Længde: 305,066 km Runder: 56 Vinder 2010: Jenson Button, (McLaren)                        | Hurtigste anden frie training      | Sebastian Vettel, (Red Bull Racing) | Anden                              | Sebastian Vettel, (Red Bull Racing)                     | Shanghai International Circuit, Jiading                |
| 17. april 09:00 Kina                       | Længde: 305,066 km Runder: 56 Vinder 2010: Jenson Button, (McLaren)                        | Hurtigste tredje frie training     | Sebastian Vettel, (Red Bull Racing) | Tredje                             | Mark Webber, (Red Bull Racing)                          | Shanghai International Circuit, Jiading                |
| 17. april 09:00 Kina                       | Længde: 305,066 km Runder: 56 Vinder 2010: Jenson Button, (McLaren)                        | Poleposition                       | Sebastian Vettel, (Red Bull Racing) | Hurtigste runde                    | Mark Webber, (Red Bull Racing), Runde 42 (1:38.993)     | Shanghai International Circuit, Jiading                |
|                                            |                                                                                            |                                    |                                     |                                    |                                                         |                                                        |
| 4. DHL Turkish Grand Prix                  | 4. DHL Turkish Grand Prix                                                                  | Resultat                           | Resultat                            | Resultat                           | Resultat                                                | Bane                                                   |
| 8. maj 14:00 Turkiet                       | Længde: 309,396 km Runder: 58 Vinder 2010: Lewis Hamilton, (McLaren)                       | Hurtigste første frie training     | Fernando Alonso, (Ferrari)          | Vinder                             | Sebastian Vettel, (Red Bull Racing)                     | Istanbul Park, Tuzla                                   |
| 8. maj 14:00 Turkiet                       | Længde: 309,396 km Runder: 58 Vinder 2010: Lewis Hamilton, (McLaren)                       | Hurtigste anden frie training      | Jenson Button, (McLaren)            | Anden                              | Mark Webber, (Red Bull Racing)                          | Istanbul Park, Tuzla                                   |
| 8. maj 14:00 Turkiet                       | Længde: 309,396 km Runder: 58 Vinder 2010: Lewis Hamilton, (McLaren)                       | Hurtigste tredje frie training     | Sebastian Vettel, (Red Bull Racing) | Tredje                             | Fernando Alonso, (Ferrari)                              | Istanbul Park, Tuzla                                   |
| 8. maj 14:00 Turkiet                       | Længde: 309,396 km Runder: 58 Vinder 2010: Lewis Hamilton, (McLaren)                       | Poleposition                       | Sebastian Vettel, (Red Bull Racing) | Hurtigste runde                    | Mark Webber, (Red Bull Racing), Runde 48 (1:29.703)     | Istanbul Park, Tuzla                                   |
|                                            |                                                                                            |                                    |                                     |                                    |                                                         |                                                        |
| 5. Gran Premio de España Santander         | 5. Gran Premio de España Santander                                                         | Resultat                           | Resultat                            | Resultat                           | Resultat                                                | Bane                                                   |
| 22. maj 14:00 Spanien                      | Længde: 307,104 km Runder: 66 Vinder 2010: Mark Webber, (Red Bull Racing)                  | Hurtigste første frie training     | Mark Webber, (Red Bull Racing)      | Vinder                             | Sebastian Vettel, (Red Bull Racing)                     | Circuit de Catalunya, Montmeló                         |
| 22. maj 14:00 Spanien                      | Længde: 307,104 km Runder: 66 Vinder 2010: Mark Webber, (Red Bull Racing)                  | Hurtigste anden frie training      | Mark Webber, (Red Bull Racing)      | Anden                              | Lewis Hamilton, (McLaren)                               | Circuit de Catalunya, Montmeló                         |
| 22. maj 14:00 Spanien                      | Længde: 307,104 km Runder: 66 Vinder 2010: Mark Webber, (Red Bull Racing)                  | Hurtigste tredje frie training     | Sebastian Vettel, (Red Bull Racing) | Tredje                             | Jenson Button, (McLaren)                                | Circuit de Catalunya, Montmeló                         |
| 22. maj 14:00 Spanien                      | Længde: 307,104 km Runder: 66 Vinder 2010: Mark Webber, (Red Bull Racing)                  | Poleposition                       | Mark Webber, (Red Bull Racing)      | Hurtigste runde                    | Lewis Hamilton, (McLaren) Runde 52 (1:26.727)           | Circuit de Catalunya, Montmeló                         |
|                                            |                                                                                            |                                    |                                     |                                    |                                                         |                                                        |
| 6. Grand Prix de Monaco                    | 6. Grand Prix de Monaco                                                                    | Resultat                           | Resultat                            | Resultat                           | Resultat                                                | Bane                                                   |
| 29. maj 14:00 Monaco                       | Længde: 260,520 km Runder: 78 Vinder 2010: Mark Webber, (Red Bull Racing)                  | Hurtigste første frie training     | Sebastian Vettel, (Red Bull Racing) | Vinder                             | Sebastian Vettel, (Red Bull Racing)                     | Circuit de Monaco, Monte Carlo ]                       |
| 29. maj 14:00 Monaco                       | Længde: 260,520 km Runder: 78 Vinder 2010: Mark Webber, (Red Bull Racing)                  | Hurtigste anden frie training      | Fernando Alonso, (Ferrari)          | Anden                              | Fernando Alonso, (Ferrari)                              | Circuit de Monaco, Monte Carlo ]                       |
| 29. maj 14:00 Monaco                       | Længde: 260,520 km Runder: 78 Vinder 2010: Mark Webber, (Red Bull Racing)                  | Hurtigste tredje frie training     | Fernando Alonso, (Ferrari)          | Tredje                             | Jenson Button, (McLaren)                                | Circuit de Monaco, Monte Carlo ]                       |
| 29. maj 14:00 Monaco                       | Længde: 260,520 km Runder: 78 Vinder 2010: Mark Webber, (Red Bull Racing)                  | Poleposition                       | Sebastian Vettel, (Red Bull Racing) | Hurtigste runde                    | Mark Webber, (Red Bull Racing) Runde 78 (1:16.234)      | Circuit de Monaco, Monte Carlo ]                       |
|                                            |                                                                                            |                                    |                                     |                                    |                                                         |                                                        |
| 7. Grand Prix du Canada                    | 7. Grand Prix du Canada                                                                    | Resultat                           | Resultat                            | Resultat                           | Resultat                                                | Bane                                                   |
| 12. juni 19:00 Canada                      | Længde: 305,270 km Runder: 70 Vinder 2010: Lewis Hamilton, (McLaren)                       | Hurtigste første frie training     | Nico Rosberg, (Mercedes)            | Vinder                             | Jenson Button, (McLaren)                                | Circuit Gilles Villeneuve, Montréal                    |
| 12. juni 19:00 Canada                      | Længde: 305,270 km Runder: 70 Vinder 2010: Lewis Hamilton, (McLaren)                       | Hurtigste anden frie training      | Fernando Alonso, (Ferrari)          | Anden                              | Sebastian Vettel, (Red Bull Racing)                     | Circuit Gilles Villeneuve, Montréal                    |
| 12. juni 19:00 Canada                      | Længde: 305,270 km Runder: 70 Vinder 2010: Lewis Hamilton, (McLaren)                       | Hurtigste tredje frie training     | Sebastian Vettel, (Red Bull Racing) | Tredje                             | Mark Webber, (Red Bull Racing)                          | Circuit Gilles Villeneuve, Montréal                    |
| 12. juni 19:00 Canada                      | Længde: 305,270 km Runder: 70 Vinder 2010: Lewis Hamilton, (McLaren)                       | Poleposition                       | Sebastian Vettel, (Red Bull Racing) | Hurtigste runde                    | Jenson Button, (McLaren) Runde 69 (1:16.956)            | Circuit Gilles Villeneuve, Montréal                    |
|                                            |                                                                                            |                                    |                                     |                                    |                                                         |                                                        |
| 8. Grand Prix of Europe                    | 8. Grand Prix of Europe                                                                    | Resultat                           | Resultat                            | Resultat                           | Resultat                                                | Bane                                                   |
| 26. juni 14:00 Europa                      | Længde: 310,080 km Runder: 57 Vinder 2010: Sebastian Vettel, (Red Bull Racing)             | Hurtigste første frie training     | Mark Webber, (Red Bull Racing)      | Vinder                             | Sebastian Vettel, (Red Bull Racing)                     | Valencia Street Circuit, Valencia                      |
| 26. juni 14:00 Europa                      | Længde: 310,080 km Runder: 57 Vinder 2010: Sebastian Vettel, (Red Bull Racing)             | Hurtigste anden frie training      | Fernando Alonso, (Ferrari)          | Anden                              | Fernando Alonso, (Ferrari)                              | Valencia Street Circuit, Valencia                      |
| 26. juni 14:00 Europa                      | Længde: 310,080 km Runder: 57 Vinder 2010: Sebastian Vettel, (Red Bull Racing)             | Hurtigste tredje frie training     | Sebastian Vettel, (Red Bull Racing) | Tredje                             | Mark Webber, (Red Bull Racing)                          | Valencia Street Circuit, Valencia                      |
| 26. juni 14:00 Europa                      | Længde: 310,080 km Runder: 57 Vinder 2010: Sebastian Vettel, (Red Bull Racing)             | Poleposition                       | Sebastian Vettel, (Red Bull Racing) | Hurtigste runde                    | Sebastian Vettel, (Red Bull Racing) Runde 53 (1:41.852) | Valencia Street Circuit, Valencia                      |
|                                            |                                                                                            |                                    |                                     |                                    |                                                         |                                                        |
| 9. Santander British Grand Prix            | 9. Santander British Grand Prix                                                            | Resultat                           | Resultat                            | Resultat                           | Resultat                                                | Bane                                                   |
| 10. juli 14:00                             | Længde: 306,280 km Runder: 52 Vinder 2010: Mark Webber, (Red Bull Racing)                  | Hurtigste første frie training     | Mark Webber, (Red Bull Racing)      | Vinder                             | Fernando Alonso, (Ferrari)                              | Silverstone-banen, Silverstone                         |
| 10. juli 14:00                             | Længde: 306,280 km Runder: 52 Vinder 2010: Mark Webber, (Red Bull Racing)                  | Hurtigste anden frie training      | Felipe Massa, (Ferrari)             | Anden                              | Sebastian Vettel, (Red Bull Racing)                     | Silverstone-banen, Silverstone                         |
| 10. juli 14:00                             | Længde: 306,280 km Runder: 52 Vinder 2010: Mark Webber, (Red Bull Racing)                  | Hurtigste tredje frie training     | Sebastian Vettel, (Red Bull Racing) | Tredje                             | Mark Webber, (Red Bull Racing)                          | Silverstone-banen, Silverstone                         |
| 10. juli 14:00                             | Længde: 306,280 km Runder: 52 Vinder 2010: Mark Webber, (Red Bull Racing)                  | Poleposition                       | Mark Webber, (Red Bull Racing)      | Hurtigste runde                    | Fernando Alonso, (Ferrari) Runde 41 (1:34.908)          | Silverstone-banen, Silverstone                         |
|                                            |                                                                                            |                                    |                                     |                                    |                                                         |                                                        |
| 10. Großer Preis Santander von Deutschland | 10. Großer Preis Santander von Deutschland                                                 | Resultat                           | Resultat                            | Resultat                           | Resultat                                                | Bane                                                   |
| 24. juli 14:00                             | Længde: 308,863 km Runder: 60 Vinder 2010: Fernando Alonso, (Ferrari), (På Hockenheimring) | Hurtigste første frie training     | Fernando Alonso, (Ferrari)          | Vinder                             | Lewis Hamilton, (McLaren-Mercedes)                      | Nürburgring, Nürburg                                   |
| 24. juli 14:00                             | Længde: 308,863 km Runder: 60 Vinder 2010: Fernando Alonso, (Ferrari), (På Hockenheimring) | Hurtigste anden frie training      | Mark Webber, (Red Bull Racing)      | Anden                              | Fernando Alonso, (Ferrari)                              | Nürburgring, Nürburg                                   |
| 24. juli 14:00                             | Længde: 308,863 km Runder: 60 Vinder 2010: Fernando Alonso, (Ferrari), (På Hockenheimring) | Hurtigste tredje frie training     | Sebastian Vettel, (Red Bull Racing) | Tredje                             | Mark Webber, (Red Bull Racing)                          | Nürburgring, Nürburg                                   |
| 24. juli 14:00                             | Længde: 308,863 km Runder: 60 Vinder 2010: Fernando Alonso, (Ferrari), (På Hockenheimring) | Poleposition                       | Mark Webber, (Red Bull Racing)      | Hurtigste runde                    | Æewis Hamilton, (McLaren-Mercedes) Runde 59 (1:34,302)  | Nürburgring, Nürburg                                   |
|                                            |                                                                                            |                                    |                                     |                                    |                                                         |                                                        |
| 11. Eni Magyar Nagydíj                     | 11. Eni Magyar Nagydíj                                                                     | Resultat                           | Resultat                            | Resultat                           | Resultat                                                | Bane                                                   |
| 31. juli 14:00 Ungarn                      | Længde: 306,663 km Runder: 70 Vinder 2010: Mark Webber, (Red Bull Racing)                  | Hurtigste første frie training     | Æewis Hamilton, (McLaren-Mercedes)  | Vinder                             | Jenson Button, (McLaren)                                | Hungaroring, Mogyoród                                  |
| 31. juli 14:00 Ungarn                      | Længde: 306,663 km Runder: 70 Vinder 2010: Mark Webber, (Red Bull Racing)                  | Hurtigste anden frie training      | Lewis Hamilton, (McLaren-Mercedes)  | Anden                              | Sebastian Vettel, (Red Bull Racing)                     | Hungaroring, Mogyoród                                  |
| 31. juli 14:00 Ungarn                      | Længde: 306,663 km Runder: 70 Vinder 2010: Mark Webber, (Red Bull Racing)                  | Hurtigste tredje frie training     | Sebastian Vettel, (Red Bull Racing) | Tredje                             | Fernando Alonso, (Ferrari)                              | Hungaroring, Mogyoród                                  |
| 31. juli 14:00 Ungarn                      | Længde: 306,663 km Runder: 70 Vinder 2010: Mark Webber, (Red Bull Racing)                  | Poleposition                       | Sebastian Vettel, (Red Bull Racing) | Hurtigste runde                    | Felipe Massa, (Ferrari) Runde 61 (1:23,415)             | Hungaroring, Mogyoród                                  |
|                                            |                                                                                            |                                    |                                     |                                    |                                                         |                                                        |
| 12. Shell Belgian Grand Prix               | 12. Shell Belgian Grand Prix                                                               | Resultat                           | Resultat                            | Resultat                           | Resultat                                                | Bane                                                   |
| 28. august 14:00                           | Længde: 308,052 km Runder: 44 Vinder 2010: Lewis Hamilton, (McLaren)                       | Hurtigste første frie training     | Michael Schumacher, (Mercedes)      | Vinder                             | Sebastian Vettel, (Red Bull Racing)                     | Circuit de Spa-Francorchamps, Francorchamps            |
| 28. august 14:00                           | Længde: 308,052 km Runder: 44 Vinder 2010: Lewis Hamilton, (McLaren)                       | Hurtigste anden frie training      | Mark Webber, (Red Bull Racing)      | Anden                              | Mark Webber, (Red Bull Racing)                          | Circuit de Spa-Francorchamps, Francorchamps            |
| 28. august 14:00                           | Længde: 308,052 km Runder: 44 Vinder 2010: Lewis Hamilton, (McLaren)                       | Hurtigste tredje frie training     | Mark Webber, (Red Bull Racing)      | Tredje                             | Jenson Button, (McLaren)                                | Circuit de Spa-Francorchamps, Francorchamps            |
| 28. august 14:00                           | Længde: 308,052 km Runder: 44 Vinder 2010: Lewis Hamilton, (McLaren)                       | Poleposition                       | Sebastian Vettel, (Red Bull Racing) | Hurtigste runde                    | Mark Webber, (Red Bull Racing) Runde 33 (1:49,883)      | Circuit de Spa-Francorchamps, Francorchamps            |
|                                            |                                                                                            |                                    |                                     |                                    |                                                         |                                                        |
| 13. Gran Premio Santander d'Italia         | 13. Gran Premio Santander d'Italia                                                         | Resultat                           | Resultat                            | Resultat                           | Resultat                                                | Bane                                                   |
| 11. september 14:00                        | Længde: 306,720 km Runder: 53 Vinder 2010: Fernando Alonso, (Ferrari)                      | Hurtigste første frie training     | Lewis Hamilton, (McLaren F1McLaren) | Vinder                             | Sebastian Vettel, (Red Bull Racing)                     | Autodromo Nazionale Monza, Monza                       |
| 11. september 14:00                        | Længde: 306,720 km Runder: 53 Vinder 2010: Fernando Alonso, (Ferrari)                      | Hurtigste anden frie training      | Sebastian Vettel, (Red Bull Racing) | Anden                              | Jenson Button, (McLaren)                                | Autodromo Nazionale Monza, Monza                       |
| 11. september 14:00                        | Længde: 306,720 km Runder: 53 Vinder 2010: Fernando Alonso, (Ferrari)                      | Hurtigste tredje frie training     | Sebastian Vettel, (Red Bull Racing) | Tredje                             | Fernando Alonso, (Ferrari)                              | Autodromo Nazionale Monza, Monza                       |
| 11. september 14:00                        | Længde: 306,720 km Runder: 53 Vinder 2010: Fernando Alonso, (Ferrari)                      | Poleposition                       | Sebastian Vettel, (Red Bull Racing) | Hurtigste runde                    | Jenson Button, (McLaren) Runde 52 (1:26,187)            | Autodromo Nazionale Monza, Monza                       |
|                                            |                                                                                            |                                    |                                     |                                    |                                                         |                                                        |
| 14. SingTel Singapore Grand Prix           | 14. SingTel Singapore Grand Prix                                                           | Resultat                           | Resultat                            | Resultat                           | Resultat                                                | Bane                                                   |
| 25. september 14:00                        | Længde: 309,087 km Runder: 61 Vinder 2010: Fernando Alonso, (Ferrari)                      | Hurtigste første frie training     | Lewis Hamilton, (McLaren-Mercedes)  | Vinder                             | Sebastian Vettel, (Red Bull Racing)                     | Marina Bay Street Circuit, Singapore                   |
| 25. september 14:00                        | Længde: 309,087 km Runder: 61 Vinder 2010: Fernando Alonso, (Ferrari)                      | Hurtigste anden frie training      | Sebastian Vettel, (Red Bull Racing) | Anden                              | Jenson Button, (McLaren-Mercedes)                       | Marina Bay Street Circuit, Singapore                   |
| 25. september 14:00                        | Længde: 309,087 km Runder: 61 Vinder 2010: Fernando Alonso, (Ferrari)                      | Hurtigste tredje frie training     | Mark Webber, (Red Bull Racing)      | Tredje                             | Mark Webber, (Red Bull Racing)                          | Marina Bay Street Circuit, Singapore                   |
| 25. september 14:00                        | Længde: 309,087 km Runder: 61 Vinder 2010: Fernando Alonso, (Ferrari)                      | Poleposition                       | Sebastian Vettel, (Red Bull Racing) | Hurtigste runde                    | Jenson Button, (McLaren-Mercedes) Runde 54 (1:48,454)   | Marina Bay Street Circuit, Singapore                   |
|                                            |                                                                                            |                                    |                                     |                                    |                                                         |                                                        |
| 15. Japanese Grand Prix                    | 15. Japanese Grand Prix                                                                    | Resultat                           | Resultat                            | Resultat                           | Resultat                                                | Bane                                                   |
| 9. oktober 08:00                           | Længde: 307,573 km Runder: 53 Vinder 2010: Sebastian Vettel, (Red Bull Racing)             | Hurtigste første frie training     | Jenson Button, (McLaren-Mercedes)   | Vinder                             | Jenson Button, (McLaren-Mercedes)                       | Suzuka International Racing Course, Suzuka             |
| 9. oktober 08:00                           | Længde: 307,573 km Runder: 53 Vinder 2010: Sebastian Vettel, (Red Bull Racing)             | Hurtigste anden frie training      | Jenson Button, (McLaren-Mercedes)   | Anden                              | Fernando Alonso, (Ferrari)                              | Suzuka International Racing Course, Suzuka             |
| 9. oktober 08:00                           | Længde: 307,573 km Runder: 53 Vinder 2010: Sebastian Vettel, (Red Bull Racing)             | Hurtigste tredje frie training     | Jenson Button, (McLaren-Mercedes)   | Tredje                             | Sebastian Vettel, (Red Bull Racing)                     | Suzuka International Racing Course, Suzuka             |
| 9. oktober 08:00                           | Længde: 307,573 km Runder: 53 Vinder 2010: Sebastian Vettel, (Red Bull Racing)             | Poleposition                       | Sebastian Vettel, (Red Bull Racing) | Hurtigste runde                    | Jenson Button, (McLaren-Mercedes) Runde 52 (1:36,568)   | Suzuka International Racing Course, Suzuka             |
|                                            |                                                                                            |                                    |                                     |                                    |                                                         |                                                        |
| 16. Korean Grand Prix                      | 16. Korean Grand Prix                                                                      | Resultat                           | Resultat                            | Resultat                           | Resultat                                                | Bane                                                   |
| 16. oktober 08:00                          | Længde: 309,155 km Runder: 55 Vinder 2010: Fernando Alonso, (Ferrari)                      | Hurtigste første frie training     | Michael Schumacher, (Mercedes)      | Vinder                             | Sebastian Vettel, (Red Bull Racing)                     | Korea International Circuit, Jeollanam-do              |
| 16. oktober 08:00                          | Længde: 309,155 km Runder: 55 Vinder 2010: Fernando Alonso, (Ferrari)                      | Hurtigste anden frie training      | Lewis Hamilton, (McLaren-Mercedes)  | Anden                              | Lewis Hamilton, (McLaren-Mercedes)                      | Korea International Circuit, Jeollanam-do              |
| 16. oktober 08:00                          | Længde: 309,155 km Runder: 55 Vinder 2010: Fernando Alonso, (Ferrari)                      | Hurtigste tredje frie training     | Jenson Button, (McLaren-Mercedes)   | Tredje                             | Mark Webber, (Red Bull Racing)                          | Korea International Circuit, Jeollanam-do              |
| 16. oktober 08:00                          | Længde: 309,155 km Runder: 55 Vinder 2010: Fernando Alonso, (Ferrari)                      | Poleposition                       | Lewis Hamilton, (McLaren-Mercedes)  | Hurtigste runde                    | Sebastian Vettel, (Red Bull Racing) Runde 55 (1:39,605) | Korea International Circuit, Jeollanam-do              |
|                                            |                                                                                            |                                    |                                     |                                    |                                                         |                                                        |
| 17. Grand Prix of India‡                   | 17. Grand Prix of India‡                                                                   | Resultat                           | Resultat                            | Resultat                           | Resultat                                                | Bane                                                   |
| 30. oktober 10:30                          | Længde: 308,220 km Runder: 60 Vinder 2010: Ej organiseret                                  | Hurtigste første frie training     | Lewis Hamilton, (McLaren-Mercedes)  | Vinder                             | Sebastian Vettel, (Red Bull Racing)                     | Buddh International Circuit, Greater Noida             |
| 30. oktober 10:30                          | Længde: 308,220 km Runder: 60 Vinder 2010: Ej organiseret                                  | Hurtigste anden frie training      | Felipe Massa, (Ferrari)             | Anden                              | Jenson Button, (McLaren-Mercedes)                       | Buddh International Circuit, Greater Noida             |
| 30. oktober 10:30                          | Længde: 308,220 km Runder: 60 Vinder 2010: Ej organiseret                                  | Hurtigste tredje frie training     | Sebastian Vettel, (Red Bull Racing) | Tredje                             | Fernando Alonso, (Ferrari)                              | Buddh International Circuit, Greater Noida             |
| 30. oktober 10:30                          | Længde: 308,220 km Runder: 60 Vinder 2010: Ej organiseret                                  | Poleposition                       | Sebastian Vettel, (Red Bull Racing) | Hurtigste runde                    | Sebastian Vettel, (Red Bull Racing) Runde 60 (1:27,249) | Buddh International Circuit, Greater Noida             |
|                                            |                                                                                            |                                    |                                     |                                    |                                                         |                                                        |
| 18. Etihad Airways Abu Dhabi Grand Prix    | 18. Etihad Airways Abu Dhabi Grand Prix                                                    | Resultat                           | Resultat                            | Resultat                           | Resultat                                                | Bane                                                   |
| 13. november 14:00                         | Længde: 305,470 km Runder: 55 Vinder 2010: Sebastian Vettel, (Red Bull Racing)             | Hurtigste første frie training     | Jenson Button, (McLaren-Mercedes)   | Vinder                             | Lewis Hamilton, (McLaren-Mercedes)                      | Yas Marina Circuit, Yas                                |
| 13. november 14:00                         | Længde: 305,470 km Runder: 55 Vinder 2010: Sebastian Vettel, (Red Bull Racing)             | Hurtigste anden frie training      | Lewis Hammilton, (McLaren-Mercedes) | Anden                              | Fernando Alonso, (Ferrari)                              | Yas Marina Circuit, Yas                                |
| 13. november 14:00                         | Længde: 305,470 km Runder: 55 Vinder 2010: Sebastian Vettel, (Red Bull Racing)             | Hurtigste tredje frie training     | Lewis Hammilton, (McLaren-Mercedes) | Tredje                             | Jenson Button, (McLaren-Mercedes)                       | Yas Marina Circuit, Yas                                |
| 13. november 14:00                         | Længde: 305,470 km Runder: 55 Vinder 2010: Sebastian Vettel, (Red Bull Racing)             | Poleposition                       | Sebastian Vettel, (Red Bull Racing) | Hurtigste runde                    | Mark Webber, (Red Bull Racing) Runde 51 (1:42,612)      | Yas Marina Circuit, Yas                                |
|                                            |                                                                                            |                                    |                                     |                                    |                                                         |                                                        |
| 19. Grande Prêmio do Brasil                | 19. Grande Prêmio do Brasil                                                                | Resultat                           | Resultat                            | Resultat                           | Resultat                                                | Bane                                                   |
| 27. november 17:00                         | Længde: 305,909 km Runder: 71 Vinder 2010: Sebastian Vettel, (Red Bull Racing)             | Hurtigste første frie training     | Mark Webber, (Red Bull Racing)      | Vinder                             | Mark Webber, (Red Bull Racing)                          | Autódromo de Interlagos José Carlos Pace, Cidade Dutra |
| 27. november 17:00                         | Længde: 305,909 km Runder: 71 Vinder 2010: Sebastian Vettel, (Red Bull Racing)             | Hurtigste anden frie training      | Lewis Hammilton, (McLaren-Mercedes) | Anden                              | Sebastian Vettel, (Red Bull Racing)                     | Autódromo de Interlagos José Carlos Pace, Cidade Dutra |
| 27. november 17:00                         | Længde: 305,909 km Runder: 71 Vinder 2010: Sebastian Vettel, (Red Bull Racing)             | Hurtigste tredje frie training     | Sebastian Vettel, (Red Bull Racing) | Tredje                             | Jenson Button, (McLaren-Mercedes)                       | Autódromo de Interlagos José Carlos Pace, Cidade Dutra |
| 27. november 17:00                         | Længde: 305,909 km Runder: 71 Vinder 2010: Sebastian Vettel, (Red Bull Racing)             | Poleposition                       | Sebastian Vettel, (Red Bull Racing) | Hurtigste runde                    | Mark Webber, (Red Bull Racing) Runde 71 (1:15,324)      | Autódromo de Interlagos José Carlos Pace, Cidade Dutra |

## Resultater og mellemstand

### Verdensmesterskaber
| Rd. | Grands Prix           | Pole position    | Hurtigste runde  | Vindende kører   | Vindende konstruktør | Report |
| --- | --------------------- | ---------------- | ---------------- | ---------------- | -------------------- | ------ |
| 1   | Australian Grand Prix | Sebastian Vettel | Felipe Massa     | Sebastian Vettel | Red Bull-Renault     | Report |
| 2   | Malaysian Grand Prix  | Sebastian Vettel | Mark Webber      | Sebastian Vettel | Red Bull-Renault     | Report |
| 3   | Chinese Grand Prix    | Sebastian Vettel | Mark Webber      | Lewis Hamilton   | McLaren-Mercedes     | Report |
| 4   | Turkish Grand Prix    | Sebastian Vettel | Mark Webber      | Sebastian Vettel | Red Bull-Renault     | Report |
| 5   | Spanish Grand Prix    | Mark Webber      | Lewis Hamilton   | Sebastian Vettel | Red Bull-Renault     | Report |
| 6   | Monaco Grand Prix     | Sebastian Vettel | Mark Webber      | Sebastian Vettel | Red Bull-Renault     | Report |
| 7   | Canadian Grand Prix   | Sebastian Vettel | Jenson Button    | Jenson Button    | McLaren-Mercedes     | Report |
| 8   | European Grand Prix   | Sebastian Vettel | Sebastian Vettel | Sebastian Vettel | Red Bull-Renault     | Report |
| 9   | British Grand Prix    | Mark Webber      | Fernando Alonso  | Fernando Alonso  | Scuderia Ferrari     | Report |
| 10  | German Grand Prix     | Mark Webber      | Lewis Hamilton   | Lewis Hamilton   | McLaren-Mercedes     | Report |
| 11  | Hungarian Grand Prix  | Sebastian Vettel | Felipe Massa     | Jenson Button    | McLaren-Mercedes     | Report |
| 12  | Belgian Grand Prix    | Sebastian Vettel | Mark Webber      | Sebastian Vettel | Red Bull-Renault     | Report |
| 13  | Italian Grand Prix    | Sebastian Vettel | Lewis Hamilton   | Sebastian Vettel | Red Bull-Renault     | Report |
| 14  | Singapore Grand Prix  | Sebastian Vettel | Jenson Button    | Sebastian Vettel | Red Bull-Renault     | Report |
| 15  | Japanese Grand Prix   | Sebastian Vettel | Jenson Button    | Jenson Button    | McLaren-Mercedes     | Report |
| 16  | Korean Grand Prix     | Lewis Hamilton   | Sebastian Vettel | Sebastian Vettel | Red Bull-Renault     | Report |
| 17  | Indian Grand Prix     | Sebastian Vettel | Sebastian Vettel | Sebastian Vettel | Red Bull-Renault     | Report |
| 18  | Abu Dhabi Grand Prix  | Sebastian Vettel | Mark Webber      | Lewis Hamilton   | McLaren-Mercedes     | Report |
| 19  | Brazilian Grand Prix  | Sebastian Vettel | Mark Webber      | Mark Webber      | Red Bull-Renault     | Report |

### Kører status

#### Point system
Point for de første ti kørere
| Position | 1. | 2. | 3. | 4. | 5. | 6. | 7. | 8. | 9. | 10. |
| Points   | 25 | 18 | 15 | 12 | 10 | 8  | 6  | 4  | 2  | 1   |

| Pos | Kører              | AUS | MAL | CHN | TUR | ESP | MON | CAN | EUR | GBR | GER | HUN | BEL | ITA | SIN | JPN | KOR | IND | ABU   | BRA | Points |
| --- | ------------------ | --- | --- | --- | --- | --- | --- | --- | --- | --- | --- | --- | --- | --- | --- | --- | --- | --- | ----- | --- | ------ |
| 1   | Sebastian Vettel   | 1P  | 1P  | 2P  | 1P  | 1   | 1P  | 2P  | 1PH | 2   | 4   | 2P  | 1P  | 1P  | 1P  | 3P  | 1H  | 1PH | Ret P | 2P  | 392    |
| 2   | Jenson Button      | 6   | 2   | 4   | 6   | 3   | 3   | 1H  | 6   | Ret | Ret | 1   | 3   | 2   | 2H  | 1H  | 4   | 2   | 3     | 3   | 270    |
| 3   | Mark Webber        | 5   | 4H  | 3H  | 2H  | 4P  | 4H  | 3   | 3   | 3P  | 3P  | 5   | 2   | Ret | 3   | 4   | 3   | 4   | 4     | 1H  | 258    |
| 4   | Fernando Alonso    | 4   | 6   | 7   | 3   | 5   | 2   | Ret | 2   | 1H  | 2   | 3   | 4   | 3   | 4   | 2   | 5   | 3   | 2     | 4   | 257    |
| 5   | Lewis Hamilton     | 2   | 8   | 1   | 4   | 2H  | 6   | Ret | 4   | 4   | 1H  | 4   | Ret | 4   | 5   | 5   | 2P  | 6   | 1     | Ret | 227    |
| 6   | Felipe Massa       | 7H  | 5   | 6   | 11  | Ret | Ret | 6   | 5   | 5   | 5   | 6H  | 8   | 6   | 9   | 7   | 6   | Ret | 5     | 5   | 118    |
| 7   | Nico Rosberg       | Ret | 12  | 5   | 5   | 7   | 11  | 11  | 7   | 6   | 7   | 9   | 6   | Ret | 7   | 10  | 7   | 6   | 6     | 7   | 89     |
| 8   | Michael Schumacher | Ret | 9   | 8   | 12  | 6   | Ret | 4   | 17  | 9   | 8   | Ret | 5   | 5   | Ret | 6   | Ret | 5   | 6     | 15  | 76     |
| 9   | Adrian Sutil       | 9   | 11  | 15  | 13  | 13  | 7   | Ret | 9   | 11  | 6   | 14  | 7   | Ret | 8   | 11  | 11  | 9   | 8     | 6   | 42     |
| 10  | Vitaly Petrov      | 3   | 17† | 9   | 8   | 11  | Ret | 5   | 15  | 12  | 10  | 12  | 9   | Ret | 17  | 9   | Ret | 11  | 13    | 10  | 37     |
| 11  | Nick Heidfeld      | 12  | 3   | 12  | 7   | 8   | 8   | Ret | 10  | 8   | Ret | Ret | .   | .   | .   | .   | .   | .   | .     | .   | 34     |
| 12  | Kamui Kobayashi    | DSQ | 7   | 10  | 10  | 10  | 5   | 7   | 16  | Ret | 9   | 11  | 12  | Ret | 14  | 13  | 15  | Ret | 10    | 9   | 30     |
| 13  | Paul di Resta      | 10  | 10  | 11  | Ret | 12  | 12  | 18† | 14  | 15  | 13  | 7   | 11  | 8   | 6   | 12  | 10  | 13  | 6     | 8   | 27     |
| 14  | Jaime Alguersuari  | 11  | 14  | Ret | 16  | 16  | Ret | 8   | 8   | 10  | 12  | 10  | Ret | 7   | 21† | 15  | 7   | 8   | 15    | 11  | 26     |
| 15  | Sébastien Buemi    | 8   | 13  | 14  | 9   | 14  | 10  | 10  | 13  | Ret | 15  | 8   | Ret | 10  | 12  | Ret | 9   | Ret | Ret   | 12  | 15     |
| 16  | Sergio Pérez       | DSQ | Ret | 17  | 14  | 9   | DNS | PO  | 11  | 7   | 11  | 15  | Ret | Ret | 10  | 8   | 16  | 10  | 11    | 13  | 14     |
| 17  | Rubens Barrichello | Ret | Ret | 13  | 15  | 17  | 9   | 9   | 12  | 13  | Ret | 13  | 16  | 12  | 13  | 17  | 12  | 15  | 12    | 14  | 4      |
| 18  | Bruno Senna        | .   | .   | .   | .   | .   | .   | .   | .   | .   | .   | PO  | 13  | 9   | 15  | 16  | 13  | 12  | 16    | 17  | 2      |
| 19  | Pastor Maldonado   | Ret | Ret | 18  | 17  | 15  | 18† | Ret | 18  | 14  | 14  | 16  | 10  | 11  | 11  | 14  | Ret | Ret | 14    | Ret | 1      |
| 20  | Pedro de la Rosa   | .   | .   | .   | .   | .   | .   | 12  | .   | .   | .   | .   | .   | .   | .   | .   | .   | .   | .     | .   | 0      |
| 21  | Jarno Trulli       | 13  | Ret | 19  | 18  | 18  | 13  | 16  | 20  | Ret | .   | Ret | 14  | 14  | Ret | 19  | 17  | 19  | 18    | 18  | 0      |
| 22  | Heikki Kovalainen  | Ret | 15  | 16  | 19  | Ret | 14  | Ret | 19  | Ret | 16  | Ret | 15  | 13  | 16  | 18  | 14  | 14  | 17    | 16  | 0      |
| 23  | Vitantonio Liuzzi  | DNQ | Ret | 22  | 22  | Ret | 16  | 13  | 23  | 18  | Ret | 20  | 19  | Ret | 20  | 23  | 21  | .   | 20    | Ret | 0      |
| 23  | Jérôme d'Ambrosio  | 14  | Ret | 20  | 20  | 20  | 15  | 14  | 22  | 17  | 18  | 19  | 17  | Ret | 18  | 21  | 22  | 16  | Ret   | 19  | 0      |
| 25  | Timo Glock         | NC  | 16  | 21  | DNS | 19  | Ret | 15  | 21  | 16  | 17  | 17  | 18  | 15  | Ret | 20  | 18  | Ret | 19    | Ret | 0      |
| 26  | Narain Karthikeyan | DNQ | Ret | 23  | 21  | 21  | 17  | 17  | 24  | .   | PO  | .   | .   | .   | .   | .   | .   | 17  | .     | .   | 0      |
| 27  | Daniel Ricciardo   | PO  | PO  | PO  | PO  | PO  | PO  | PO  | PO  | 19  | 19  | 18  | Ret | NC  | 19  | 22  | 19  | 18  | Ret   | 20  | 0      |
| 28  | Karun Chandhok     | PO  | .   | .   | PO  | .   | .   | .   | PO  | PO  | 20  | .   | PO  | .   | .   | .   | .   | .   | .     | .   | 0      |
| Pos | Driver             | AUS | MAL | CHN | TUR | ESP | MON | CAN | EUR | GBR | GER | HUN | BEL | ITA | SIN | JPN | KOR | IND | ABU   | BRA | Points |

| Farve      | Resultat                                      |
| ---------- | --------------------------------------------- |
| Guld       | Vinder                                        |
| Silver     | 2. plads                                      |
| Bronze     | 3. plads                                      |
| Grøn       | points                                        |
| Blue       | ingen points                                  |
| Blue       | Ikke-klassificeret (NC)                       |
| Purple     | Ikke fuldført (Ret)                           |
| Red        | Ikke kvalificeret (DNQ)                       |
| Red        | Ikke prækvalificeret (DNPQ)                   |
| Black      | diskvalificeret (DSQ)                         |
| White      | Ikke-startet (DNS)                            |
| White      | Løbet aflyst (C)                              |
| Light blue | Kun testet (PO)                               |
| Light blue | Fredag testkører (TD) (fra 2003 og fremefter) |
| Blank      | Har ikke testkørt (DNP)                       |
| Blank      | Ekskluderet (EX)                              |
| Blank      | Ikke ankommet (DNA)                           |
| Blank      | Trak ind før begivenheden (WD)                |
| P          | Poleposition                                  |
| H          | Hurtigste runde                               |
| PH         | Både poleposition og hurtigste runde          |

† Kørere fuldførte ikke løbet, men blev klassificeret fordi de fuldførte over 90% af løbets distance.

### Konstruktørs status
| Pos | Constructor          | Car No. | AUS | MAL | CHN | TUR | ESP | MON | CAN | EUR | GBR | GER | HUN | BEL | ITA | SIN | JPN | KOR | IND | ABU   | BRA | Points |
| --- | -------------------- | ------- | --- | --- | --- | --- | --- | --- | --- | --- | --- | --- | --- | --- | --- | --- | --- | --- | --- | ----- | --- | ------ |
| 1   | Red Bull-Renault     | 1       | 1P  | 1P  | 2P  | 1P  | 1   | 1P  | 2P  | 1PH | 2   | 4   | 2P  | 1P  | 1P  | 1P  | 3P  | 1   | 1PH | Ret P | 2P  | 650    |
| 1   | Red Bull-Renault     | 2       | 5   | 4H  | 3H  | 2H  | 4P  | 4H  | 3   | 3   | 3P  | 3P  | 5   | 2H  | Ret | 3   | 4   | 3   | 4   | 4H    | 1H  | 650    |
| 2   | McLaren-Mercedes     | 3       | 2   | 8   | 1   | 4   | 2H  | 6   | Ret | 4   | 4   | 1   | 4   | Ret | 4H  | 5   | 5   | 2P  | 7   | 1     | Ret | 497    |
| 2   | McLaren-Mercedes     | 4       | 6   | 2   | 4   | 6   | 3   | 3   | 1H  | 6   | Ret | Ret | 1   | 3   | 2   | 2H  | 1H  | 4   | 2   | 3     | 3   | 497    |
| 3   | Ferrari              | 5       | 4   | 6   | 7   | 3   | 5   | 2   | Ret | 2   | 1H  | 2   | 3   | 4   | 3   | 4   | 2   | 5   | 3   | 2     | 4   | 375    |
| 3   | Ferrari              | 6       | 7H  | 5   | 6   | 11  | Ret | Ret | 6   | 5   | 5   | 5   | 6H  | 8   | 6   | 9   | 7   | 6   | Ret | 5     | 5   | 375    |
| 4   | Mercedes             | 7       | Ret | 9   | 8   | 12  | 6   | Ret | 4   | 17  | 9   | 8   | Ret | 5   | 5   | Ret | 6   | Ret | 5   | 7     | 15  | 165    |
| 4   | Mercedes             | 8       | Ret | 12  | 5   | 5   | 7   | 11  | 11  | 7   | 6   | 7   | 9   | 6   | Ret | 7   | 10  | 8   | 6   | 6     | 7   | 165    |
| 5   | Renault              | 9       | 12  | 3   | 12  | 7   | 8   | 8   | Ret | 10  | 8   | Ret | Ret | 13  | 9   | 15  | 16  | Ret | 12  | 16    | 17  | 73     |
| 5   | Renault              | 10      | 3   | 17† | 9   | 8   | 11  | Ret | 5   | 15  | 12  | 10  | 12  | 9   | Ret | 17  | 9   | 13  | 11  | 13    | 10  | 73     |
| 6   | Force India-Mercedes | 14      | 9   | 11  | 15  | 13  | 13  | 7   | Ret | 9   | 11  | 6   | 14  | 7   | Ret | 8   | 11  | 11  | 9   | 8     | 6   | 69     |
| 6   | Force India-Mercedes | 15      | 10  | 10  | 11  | Ret | 12  | 12  | 18† | 14  | 15  | 13  | 7   | 11  | 8   | 6   | 12  | 10  | 13  | 9     | 8   | 69     |
| 7   | Sauber-Ferrari       | 16      | DSQ | 7   | 10  | 10  | 10  | 5   | 7   | 16  | Ret | 9   | 11  | 12  | Ret | 12  | 13  | 15  | Ret | 10    | 9   | 44     |
| 7   | Sauber-Ferrari       | 17      | DSQ | Ret | 17  | 14  | 9   | DNS | 12  | 11  | 7   | 11  | 15  | Ret | Ret | 10  | 8   | 16  | 10  | 11    | 13  | 44     |
| 7   | Toro Rosso-Ferrari   | 18      | 8   | 13  | 14  | 9   | 14  | 10  | 10  | 13  | Ret | 15  | 8   | Ret | 10  | 12  | Ret | 9   | Ret | Ret   | 12  | 41     |
| 7   | Toro Rosso-Ferrari   | 19      | 11  | 14  | Ret | 16  | 16  | Ret | 8   | 8   | 10  | 12  | 10  | Ret | 7   | 21† | 15  | 9   | 8   | 15    | 11  | 41     |
| 9   | Williams-Cosworth    | 11      | Ret | Ret | 13  | 15  | 17  | 9   | 9   | 12  | 13  | 14  | 13  | 16  | 12  | 13  | 17  | 12  | 15  | 12    | 14  | 5      |
| 9   | Williams-Cosworth    | 12      | Ret | Ret | 18  | 17  | 15  | 18† | Ret | 18  | 14  | 16  | 16  | 10  | 11  | 11  | 14  | Ret | Ret | 14    | Ret | 5      |
| 10  | Lotus-Renault        | 20      | Ret | 15  | 16  | 19  | Ret | 14  | Ret | 19  | Ret | 16  | Ret | 15  | 13  | 16  | 18  | 14  | 14  | 17    | 16  | 0      |
| 10  | Lotus-Renault        | 21      | 13  | Ret | 19  | 18  | 18  | 13  | 16  | 20  | Ret | 20  | Ret | 14  | 14  | Ret | 19  | 17  | 19  | 18    | 18  | 0      |
| 11  | HRT-Cosworth         | 22      | DNQ | Ret | 23  | 21  | 21  | 17  | 17  | 24  | 19  | 19  | 18  | Ret | NC  | 19  | 22  | 19  | 17  | Ret   | 20  | 0      |
| 11  | HRT-Cosworth         | 23      | DNQ | Ret | 22  | 22  | Ret | 16  | 13  | 23  | 18  | Ret | 20  | 19  | Ret | 20  | 23  | 21  | 18  | 20    | Ret | 0      |
| 12  | Virgin-Cosworth      | 24      | NC  | 16  | 21  | DNS | 19  | Ret | 15  | 21  | 16  | 17  | 17  | 18  | 15  | Ret | 20  | 20  | Ret | 19    | Ret | 0      |
| 12  | Virgin-Cosworth      | 25      | 14  | Ret | 20  | 20  | 20  | 15  | 14  | 22  | 17  | 18  | 19  | 17  | Ret | 18  | 21  | 18  | 16  | Ret   | 19  | 0      |
| Pos | Constructor          | Car No. | AUS | MAL | CHN | TUR | ESP | MON | CAN | EUR | GBR | GER | HUN | BEL | ITA | SIN | JPN | KOR | IND | ABU   | BRA | Points |

| Farve      | Resultat                                      |
| ---------- | --------------------------------------------- |
| Guld       | Vinder                                        |
| Silver     | 2. plads                                      |
| Bronze     | 3. plads                                      |
| Grøn       | points                                        |
| Blue       | ingen points                                  |
| Blue       | Ikke-klassificeret (NC)                       |
| Purple     | Ikke fuldført (Ret)                           |
| Red        | Ikke kvalificeret (DNQ)                       |
| Red        | Ikke prækvalificeret (DNPQ)                   |
| Black      | diskvalificeret (DSQ)                         |
| White      | Ikke-startet (DNS)                            |
| White      | Løbet aflyst (C)                              |
| Light blue | Kun testet (PO)                               |
| Light blue | Fredag testkører (TD) (fra 2003 og fremefter) |
| Blank      | Har ikke testkørt (DNP)                       |
| Blank      | Ekskluderet (EX)                              |
| Blank      | Ikke ankommet (DNA)                           |
| Blank      | Trak ind før begivenheden (WD)                |
| P          | Poleposition                                  |
| H          | Hurtigste runde                               |
| PH         | Både poleposition og hurtigste runde          |

† Bilerne fuldførte ikke løbet, men blev klassificeret fordi de fuldførte over 90% af løbets distance.

## Videospil
Codemasters udgav i 2011 spillet F1 2011, med både banerne, holdene og kørerne fra 2011-sæsonen. Spillet indeholder desuden mulighed for at få safety car på banen.